# François Pillon
François Thomas Pillon, född den 7 mars 1830 i Fontaines, död den 19 december 1914 i Paris, var en fransk filosof.
Pillon medarbetade i tidningar och tidskrifter och var en produktiv filosofisk författare (La philosophie de Secrétan, 1898, med mera). År 1867 uppsatte han och Charles Renouvier, vars anhängare han var, Année philosophique. Efter att 1872–1889 ha kallats La critique philosophique återfick den 1890 sitt förra namn.